# Fullax
Fullax ist ein deutsches Popmusik-Duo aus Kassel, das im Jahr 2012 gegründet wurde. Das Duo besteht aus Julian Giese und Jonas Hoppe. Ihre Musik zeigt Einflüsse aus verschiedenen Genres, unter anderem Indie-Pop, deutschem Pop und Synthiepop.

## Geschichte
Seit 2012 machen der Sänger und Gitarrist Julian Giese und der Schlagzeuger Jonas Hoppe zusammen Musik. 2013 waren sie Teil der 15. Generation des Bandpools, einem Förderprogramm der Popakademie Baden-Württemberg. Hier produzierten sie zusammen mit Benjamin Hermann ihre erste Live-EP Eskalation, die über SpinnUp veröffentlicht wurde. Nach zahlreichen Festivalshows folgte 2017 die erste Studio-EP Hawaii (ferryhouse), die in Zusammenarbeit mit Tom Hessler (FOTOS) in Berlin produziert wurde. Mit der Hit-Single Must Have schafften sie es auf das Feel Festival und das Spack Festival und der Song verschaffte ihnen massiven Airplay auf allen bekannten Radiostationen.
Ihr Debütalbum Dann Dann Dann erschien am 21. August 2020 über das Hamburger Indie-Label ferryhouse, mit dem die Band 2021 auf ihre erste Tour ging. 2021 veröffentlichte die Band auch die Single Stadt Land Flucht in Kooperation mit den befreundeten nordhessischen Musikern MOA und Ma Fleur, der im Zuge einer Zoom-Session entstand.
2022 folgte eine Tour als Support für Kaffkiez.

## Diskografie

### Alben
- 2020: Dann Dann Dann (ferryhouse)[4]

### EPs
- 2014: Eskalation (Spinnup)
- 2017: Hawaii (ferryhouse)[4]
- 2021: slowdown (ferryhouse)

### Singles
- 2021: Stadt Land Flucht (mit Moa und Ma Fleur)
- 2021: Geisterbahn
- 2021: Wir haben nichts mehr zu verlieren (mit Kalthauser)
- 2022: Delfine